# Herbert Ney
Herbert Ney (* 7. September 1955) ist ein ehemaliger deutscher Fußballspieler.

## Karriere
Ney spielte mit dem FC 08 Homburg in der 2. Fußball-Bundesliga. Bekannt wurde er vor allem durch seine außergewöhnliche Leistung in einem DFB-Pokalspiel am 15. Oktober 1977, bei dem der damalige Zweitligist Homburg den amtierenden Weltpokalsieger FC Bayern München, vor über zwanzigtausend Zuschauern im ausverkauften heimischen Waldstadion,  mit 3:1 besiegte. Er spielte im Mittelfeld und bestritt insgesamt 93 Zweitligaspiele für Homburg und erzielte dabei 14 Tore.